# دخاس
دَخَّاس أو دلفين قاسي الأسنان (الاسم العلمي: Steno bredanensis) هو نوع من الحيتانيات، يتبع جنس ضيقة الخطم ‏.